# ニワウメ

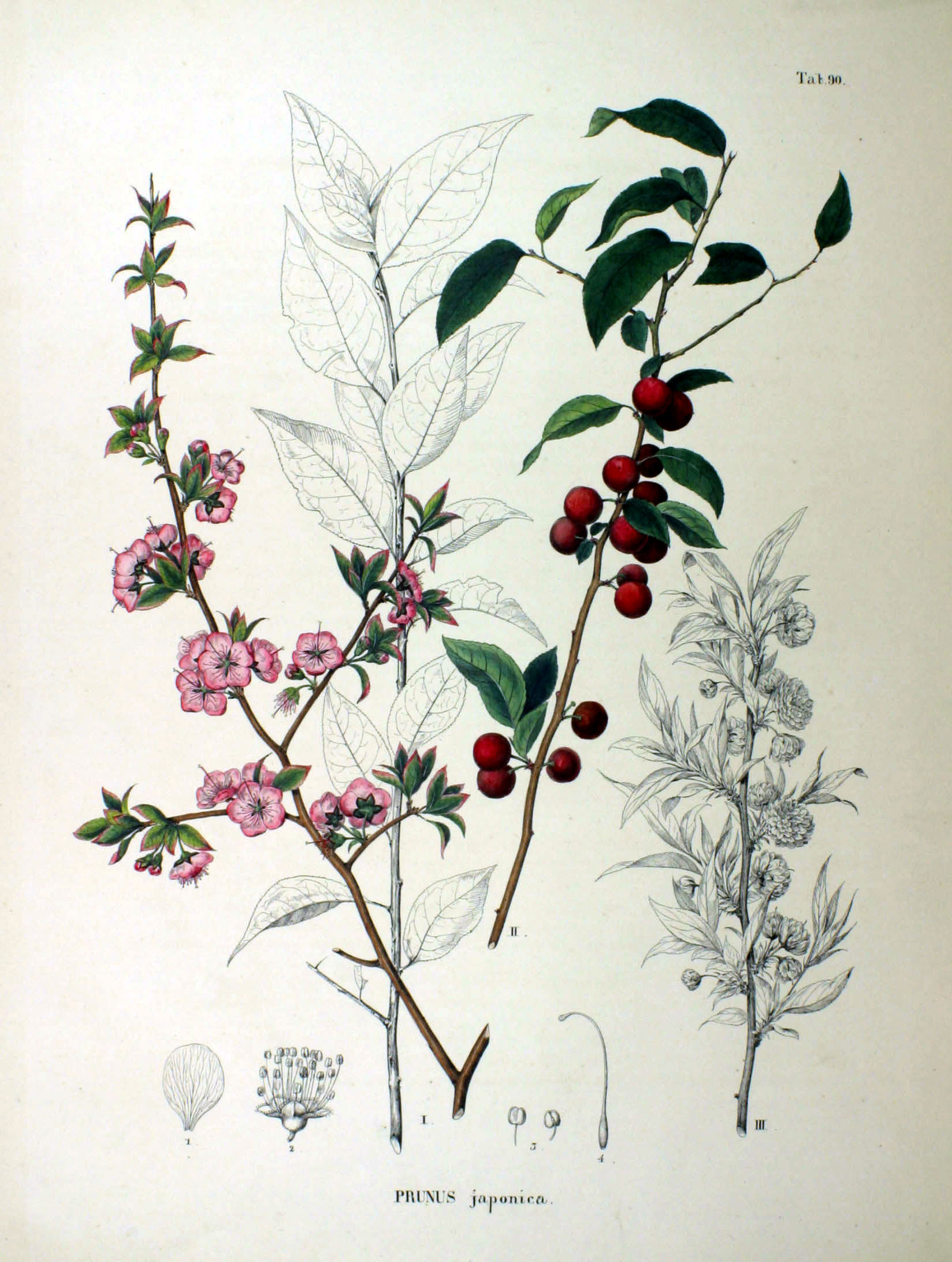
ニワウメの図

ニワウメ（庭梅、学名: Prunus japonica、またはCerasus japonica）はバラ科スモモ属の落葉低木。庭などに植えられる。和名の由来は、庭園に植えられウメのような花が咲くことから名付けられている。英語ではJapanese bush cherry、またはOriental bush cherryなどと呼ばれる。中国語では郁李。
中国華北、華中、華南などの山地に自生し、日本へは江戸時代に渡来した。観賞用のために広く栽培されている。
Japanese bush cherryはミヤマザクラをさすこともある。
『詩経・小雅・常棣』で常棣や棠棣と呼ばれ､兄弟に喩える。

## 概要
落葉広葉樹の低木で、根元からひこばえを出して株立状になり、大きさは1.5×1.5メートル (m) ほどの大きさになる。若木の樹皮は暗紫褐色で、次第に灰色を帯びて縦に裂ける。一年枝は赤褐色で無毛である。
花期は4月で、淡紅色の花を咲かせる。花は雌雄同体で虫媒花である。
実は甘い香りがし、径1センチメートル (cm) ほどの大きさになり、赤く熟して食べられる。パイやジャムなどに利用されることもあるが味はスミミザクラと似て酸味が強い。
各果実には種が一つ入っている。種から増やすことが一般的であるが、取り木でも増やせる。
冬芽は鱗芽で互生し、卵形や球形で5 - 7枚の芽鱗に包まれており、一カ所に数個つく。花芽は球形で、葉芽は小さな卵形をしている。葉痕はほぼ腎形で、維管束痕が3個つく。

## 生育環境
森林地帯や日当たりの良い場所で発見された植物で、水はけは良いが湿り気のあるローム状の土を好み、ややかげる程度か日向を好む。土壌中にいくらか石灰が入っているほうが良いが、多くなくて良い。

## 医療への利用
果実は乾燥させて利尿薬にする。
科学的に確立されたものではないが、この種は他のサクラ属の種と同様アミグダリン、プルナシンを含むと考えられている。これらの化合物は腸内細菌が持つβ-グルコシダーゼといった酵素で加水分解された場合、有毒のシアン化水素を形成する。
ニワウメの仁は汎用性が高く下剤、利尿剤、血圧降下などに使われ、便秘、浮腫、不眠症に内服として処方される。
仁以外もまれに利用される。たとえば根は便秘、子供の熱、歯の問題などに利用される。

## その他の利用
葉は緑の染料となり、実は灰色がかった緑の染料になる。

## 品種および変種
以下のようにいくつかの品種および変種が存在する:

### 品種
- Prunus japonica f. engleri
- Prunus japonica f. fauriei
- Prunus japonica f. minor
- Prunus japonica f. oldhamii
- Prunus japonica f. rufinervis
- Prunus japonica f. sphaerica
- Prunus japonica f. thunbergii

### 変種
- Prunus japonica var. engleri
- Prunus japonica var. eujaponica
- Prunus japonica var. florepleno
- Prunus japonica var. fukienensis
- Prunus japonica var. glandulosa
- Prunus japonica var. gracillima
- Prunus japonica var. keri
- Prunus japonica var. multiplex
- Prunus japonica var. nakaii  : 満洲由来、5cmほどの大き目の実がなる。
- Prunus japonica var. packangensis
- Prunus japonica var. pendula
- Prunus japonica var. puberceus
- Prunus japonica var. puberula
- Prunus japonica var. pubescens
- Prunus japonica var. sphaerica
- Prunus japonica var. thunbergii
- Prunus japonica var. typica
- Prunus japonica var. zhejiangensis